# Puszcza Bolimowska

Puszcza Bolimowska w okolicach Żyrardowa

Puszcza Bolimowska – kompleks leśny na Równinie Łowicko-Błońskiej, w dorzeczach Suchej, Rawki i Pisi o powierzchni ok. 180 km².
Puszcza wraz z Puszczą Jaktorowską i Puszczą Korabiewską jeszcze w XVI w. tworzyła duży obszar leśny, łączący się z Puszczą Kampinoską.
Na obszarze puszczy znajduje się Bolimowski Park Krajobrazowy.